# Mark Spitz
Mark Andrew Spitz (Modesto, Kalifornia, 1950. február 10. –) amerikai úszó, többszörös olimpiai bajnok. Az 1972-es müncheni olimpián 7 olimpiai aranyérmet nyert, amelyekkel minden számban világrekord született.
22 évesen fejezte be versenysportot, de rövid sportpályafutása ellenére, 1966 és 1972 között 26 egyéni világcsúcsot úszott és hat váltócsúcsnak volt részese. Visszavonulása után a tévéshow-kban lépett fel, sportkommentátor volt és ingatlanvállalkozást vezetett.

## Életpályája
Arnold Spitz és Lenore Smith, zsidó származású amerikaiak három gyermeke közül a legidősebb. Apai nagyszülei még Magyarországról vándoroltak ki Amerikába. 
1968-ban mutatkozott be Mexikóban az olimpiai játékokon, csapatban indult és győzött a 4 × 100 m-es gyorsváltóban, valamint a 4 × 200 m-es gyorsváltóban. Második helyezést ért el a 100 m-es pillangóúszásban és harmadik helyezést a 100 m-es gyorsúszásban.
Négy évvel később pályafutásának csúcsára érkezett: 1972-ben a müncheni olimpián 7 olimpiai aranyérmet nyert:
51,22 s idővel a 100 m-es gyorsúszást
1:52,78 perces idővel a 200 m-es gyorsúszást
54,27 s időeredménnyel a 100 m-es pillangóúszást
2:00,70 perces idővel a 200 m-es pillangót
valamint csapatban
a 4 × 100 m-es gyorsváltóban (3:26,42 perc)
a 4 × 200 m-es gyorsváltóban (7:35,78 perc)
a 4 × 100 m-es vegyes váltóban (3:48,16 perc)
Mindegyik idő egyben világrekord is volt, valamint Spitz egyéni legjobb ideje maradt. Ez a teljesítmény 2008-ig világrekord volt egy olimpián hét aranyérmet nem nyert más, de aztán a pekingi olimpián Michael Phelps nyolc arannyat szerzett és megelőzte őt e téren.
Az olimpia után a versenysporttól visszavonult. Ezután a film szakmában helyezkedett el, tévéfilmekben szerepelt, majd sportbemutatókat rendezett és a reklámszakmában is sokat dolgozott. Beverly Hillsben ingatlanügynökséget nyitott.

## Magánélete
1973-ban nősült meg, házasságából két fiúgyermek született (1981, 1991). Visszavonulása után a tévés műsorokban szerepelt meghívott vendégként, sportkommentátorkodott és ingatlanvállalkozóként sikeres üzletember lett.